# Costa-Gavras
Costa-Gavras, pseudonimo di Kōnstantinos Gavras (in greco: Κωνσταντίνος Γαβράς, AFI: [konstaˈdinos ɡaˈvɾas]; Loutra-Iraias, 12 febbraio 1933), è un regista, sceneggiatore e produttore cinematografico greco naturalizzato francese.

## Biografia
Costa-Gavras nasce a Loutra-Iraias, una circoscrizione dell'ex comune greco di Iraia (accorpato infatti, nel 2011, a quello di Gortyna), nel Peloponneso, nel 1933. Trasferitosi stabilmente in Francia nel 1952, della quale ne otterrà poi la cittadinanza, inizia dirigendo film polizieschi, per poi dedicarsi al genere del thriller/giallo politico per il resto della sua carriera (con qualche sortita, specie negli anni più recenti, nel dramma sociale), spesso affiancato dallo sceneggiatore spagnolo, espatriato pure lui, Jorge Semprún. Nel 1965 gira il thriller Vagone letto per assassini, con Yves Montand, che diventa uno degli attori preferiti dal regista e che compare in tutte le sue pellicole girate in Europa.
Con Il 13º uomo (1967), ambientato durante la seconda guerra mondiale in Francia, e principalmente con Z - L'orgia del potere (1969), in cui affronta il tema della dittatura dei colonnelli in Grecia, si pone alla critica come un regista profondamente impegnato. Z vince l'Oscar come miglior film straniero. L'anno successivo esce La confessione (1970), con cui Costa-Gavras dipinge uno splendido affresco dei metodi repressivi della dittatura filo-sovietica che governava la Cecoslovacchia ai tempi della guerra fredda.
Nel 1973 esce L'Amerikano, che denuncia l'appoggio dato dagli USA ai regimi autoritari del Sudamerica. Il film fu sceneggiato da Franco Solinas, ispiratosi alla vicenda di Anthony Dan Mitrione, ex capo della polizia di Richmond divenuto per conto della CIA "consigliere" USA di varie polizie sudamericane, il quale venne rapito e ucciso dai guerriglieri in Uruguay. Le riprese si svolsero nel Cile socialista di Allende poco prima del colpo di Stato di Pinochet, appoggiato anch'esso dal governo di Washington. Del 1975 è L'affare della Sezione Speciale, incentrato sui processi del governo di Vichy. 
Missing - Scomparso (1982), è ambientato nel Cile subito dopo il colpo di Stato di Pinochet. Charles Horman è un giornalista statunitense che scompare misteriosamente, suo padre (interpretato da Jack Lemmon) e sua moglie (Sissy Spacek) cercheranno di scoprire cosa gli sia successo. La colonna sonora del film è del musicista greco Vangelis. Il regista ottiene un nuovo grande successo nel 1989 con il film Music Box - Prova d'accusa (interpretato da Jessica Lange), pellicola che racconta il rapporto tra un ex criminale di guerra nazista ungherese che vive negli Stati Uniti e la figlia avvocato che prima lo difende e lo fa assolvere credendolo innocente, e poi scopre la verità. Nel 2008 il Reykjavík International Film Festival gli conferisce il premio alla carriera; nel 2013 riceve il premio Magritte onorario. Nel 2016 riceve al trentaquattresimo Torino Film Festival il premio Maria Adriana Prolo alla carriera.
Ha avuto anche una parentesi da attore, recitando in tre film del regista John Landis, accanto ad altri registi famosi, tutti impegnati in brevi cameo:
- in Spie come noi (1985), dove affianca Frank Oz, Terry Gilliam, Sam Raimi, Joel Coen, Michael Apted e Martin Brest;
- in The Stupids (1996), accanto a Mick Garris, David Cronenberg, Norman Jewison, Gillo Pontecorvo, Atom Egoyan e Robert Wise;
- in Ladri di cadaveri - Burke & Hare (2010), dove divide lo schermo con la moglie Michèle Ray-Gavras ed il figlio Romain Gavras, regista tra l'altro di Notre jour viendra, interpretato da Vincent Cassel.

## Filmografia
- Vagone letto per assassini (Compartiment tueurs) (1965)
- Il 13º uomo (Un homme de trop) (1967)
- Z - L'orgia del potere (Z) (1969)
- La confessione (L'Aveu) (1970)
- L'Amerikano (Etat de siège) (1972)
- L'affare della Sezione Speciale (Section Spéciale) (1975)
- Chiaro di donna (Claire de femme) (1979)
- Missing - Scomparso (Missing) (1982)
- Hanna K. (1983)
- Consiglio di famiglia (Conseil de famille) (1985)
- Betrayed - Tradita (Betrayed) (1988)
- Music Box - Prova d'accusa (Music Box) (1989)
- La piccola apocalisse (La Petite Apocalypse) (1992)
- Lumière and Company (Lumière et Cie) (1995) – film collettivo a episodi
- Mad City - Assalto alla notizia (Mad City) (1997)
- Amen. (2002)
- Cacciatore di teste (Le Couperet) (2005)
- Verso l'Eden (Eden à l'Ouest) (2009)
- Le Capital (2012)
- Adults in the Room (2019)
- L'ultimo respiro (Le Dernier Souffle)(2024)

## Premi

### Principali
- Premio Oscar
  - 1970 - Candidatura al miglior regista per Z - L'orgia del potere
  - 1970 - Candidatura alla migliore sceneggiatura non originale per Z - L'orgia del potere
  - 1983 - Migliore sceneggiatura non originale per Missing - Scomparso
- Golden Globe
  - 1983 - Candidatura al miglior regista per Missing - Scomparso
  - 1983 - Candidatura alla migliore sceneggiatura per Missing - Scomparso
- Premi BAFTA
  - 1970 - Candidatura alla migliore sceneggiatura per Z - L'orgia del potere
  - 1983 - Migliore sceneggiatura per Missing - Scomparso
  - 1983 - Candidatura al miglior regista per Missing - Scomparso

### Festival maggiori
- Festival di Cannes
  - 1969 - Premio della giuria per Z - L'orgia del potere
  - 1969 - In concorso per la Palma d'oro con Z - L'orgia del potere
  - 1975 - Prix de la mise en scène per L'affare della Sezione Speciale
  - 1975 - In concorso per la Palma d'oro con L'affare della Sezione Speciale
  - 1982 - Palma d'oro per Missing - Scomparso
- Festival di Berlino
  - 1990 - Orso d'oro per Music Box - Prova d'accusa
  - 1993 - In concorso per l'Orso d'oro con La piccola apocalisse
  - 2002 - In concorso per l'Orso d'oro con Amen.
- Festival di Venezia
  - 1979 - In concorso per il Leone d'oro con Chiaro di donna
  - 1983 - In concorso per il Leone d'oro con Hanna K.
  - 2019 - Premio Jaeger-LeCoultre Glory to the Filmmaker

### Altri
- Premio César
  - 1980 - Candidatura al miglior regista per Chiaro di donna
  - 2003 - Migliore sceneggiatura originale o adattamento per Amen.
  - 2003 - Candidatura al miglior regista per Amen.
  - 2006 - Candidatura al miglior adattamento per Cacciatore di teste
  - 2020 - Candidatura al miglior adattamento per Adults in the Room
- David di Donatello
  - 1983 - Candidatura al miglior regista straniero per Missing - Scomparso
  - 1983 - Candidatura alla migliore sceneggiatura straniera per Missing - Scomparso
- Directors Guild of America Award
  - 1970 - Miglior regista di un lungometraggio cinematografico per Z - L'orgia del potere
- European Film Award
  - 2018 - Premio alla carriera
  - 2020 - Candidatura alla migliore sceneggiatura per Adults in the Room
- Premi Flaiano
  - 2003 - Premio alla carriera
- Festival cinematografico internazionale di Mosca
  - 1967 - In concorso per il Gran premio con Il 13º uomo
- Nastro d'argento
  - 1970 - Candidatura al regista del miglior film straniero per Z - L'orgia del potere
  - 1971 - Regista del miglior film straniero per La confessione
  - 1983 - Candidatura al regista del miglior film straniero per Missing - Scomparso
- National Society of Film Critics
  - 1970 - Candidato al miglior regista per Z - L'orgia del potere
  - 1970 - Candidato al miglior sceneggiatura per Z - L'orgia del potere
- New York Film Critics Circle
  - 1969 - Miglior regista per Z - L'orgia del potere
  - 1974 - Candidatura al miglior regista per L'Amerikano
  - 1982 - Candidatura alla migliore sceneggiatura per Missing - Scomparso
- Premio Louis-Delluc 1973 per L'Amerikano
- Premio Magritte
  - 2013 - Premio onorario
- Festival internazionale del cinema di San Sebastián
  - 2012 - In concorso per la Concha de Oro con Le Capital
  - 2018 - Premio Donostia alla carriera
- Premio Sant Jordi
  - 1971 - Miglior film straniero per La confessione
- Semana Internacional de Cine de Valladolid
  - 1986 - In concorso per la Espiga de Oro con Consiglio di famiglia
- Torino Film Festival
  - 2016 - Premio Maria Adriana Prolo alla carriera
- Writers Guild of America Award
  - 1983 - Miglior sceneggiatura adattata per Missing - Scomparso
- Zurigo Film Festival
  - 2008 - Premio alla carriera